# Panthers Roseto
La società ASD Panthers Roseto, attualmente denominata ARAN Cucine Panthers Roseto per motivi di sponsorizzazione, è una società italiana di pallacanestro femminile con sede a Roseto degli Abruzzi. 
Disputa le gare interne al PalaMaggetti.

## Storia
Fondata nel 2006 ha preso parte al suo primo campionato FIP in Serie B della Regione Abruzzo-Molise.
Nella stagione sportiva 2014-2015, temporaneamente sotto il nome di ASD Olimpia Basketball Roseto, prende parte alla Serie B Nazionale
Nell'annata sportiva successiva, 2015-2016, il sodalizio rosetano decide di continuare l'attività sportiva partecipando solamente ai campionati giovanili regionali.
Riprende l'attività agonistica senior, nella stagione 2016-2017, con l'adesione al campionato di Serie C regionale Abruzzo che si chiude con un bilancio di 15 vittorie e 6 sconfitte e l'eliminazione in semifinale ai play off promozione.
La scelta della dirigenza, per la stagione sportiva 2017-2018, è quella di partecipare alla Serie B regionale Umbria conclusasi con un bilancio finale di 4 vittorie e 14 sconfitte, classificandosi al 6° posto della classifica finale.
Per l'annata successiva, 2018-2019, ritorna a competere nella Serie B regionale Abruzzo qualificandosi, dopo la stagione regolare da 8 vittorie e 12 sconfitte, ai play off dove verrà eliminata in semifinale.
Ennesima partecipazione alla Serie B regionale, questa volta laziale, nella stagione 2019-2020, conclusa con un 3° posto assoluto, frutto di 17 vittorie e 3 sconfitte.
Seconda adesione consecutiva alla Serie B della regione Lazio, nella stagione sportiva 2020-2021, e ancora una qualificazione al Poule Promozione, grazie alla 2ª posizione in Regular Season e un bilancio di 13 vittorie e 3 sconfitte, ma poi l'eliminazione dalla corsa alla promozione in Serie A2.
La terza partecipazione consecutiva alla Serie B della regione Lazio matura nell'anno successivo, 2021-2022, dove le atlete conducono ancora una volta un campionato di vertice, chiudendo con 18 vittorie e 7 sconfitte, e la conquista della Poule Promozione, venendo però sconfitte in semifinale e nello spareggio per il 3°-4°posto finale.

## La prima volta in A2
Dopo svariate partecipazione ai campionati di Serie B, per effetto dell'acquisizione del titolo sportivo della Blue Lizard Basket Capri, partecipano per la prima volta, nella stagione sportiva 2022-2023 al campionato di Serie A2 .
Alla prima esperienza, nel Girone Sud, della seconda categoria assoluta, le Panthers Roseto, supportate dal main sponsor Aran Cucine, concludono la stagione con un bilancio di 4 vittorie e 22 sconfitte che le valgono l'ultima posizione e la conseguente retrocessione in Serie B.
Per effetto dell'acquisizione del titolo sportivo dell'Amatori Savona ottengono il diritto di partecipare nuovamente alla Serie A2 nel Girone B, nella stagione sportiva 2023-2024, la stagione regolare termina con uno score di 19 vittore e 7 sconfitte e la qualificazione ai play off dove vengono eliminate in semifinale dalla Libertas Sporting Club Udine.

## La storica promozione in A1
Nella stagione 2024-2025 ha disputato il campionato di Serie A2, classificatasi al 6º posto nella stagione regolare si è qualificata per i play off, a seguito dei quali, dopo aver sconfitto ai quarti di finale Sanga Milano, in semifinale Libertas Sporting Club Udine e in finale Costa Masnaga, ha ottenuto una storica promozione in Serie A1.

## Cronistoria
| Cronistoria delle Panthers Roseto |
| --- |
| - 2006 · fondazione delle Panthers Roseto. - 2006-2007 · ..... - 2007-2008 · ..... - 2008-2009 · ..... - 2009-2010 · ..... - 2010-2011 · ..... - 2011-2012 · ..... - 2012-2013 · ..... - 2013-2014 · ..... - 2014-2015 · ..... - 2015-2016 · ..... - 2016-2017 · 2ª nel Girone Unico di Serie C Abruzzo, semifinalista play-off. - 2017-2018 · 6ª nel Girone Unico di Serie B Umbria. - 2018-2019 · 6ª nel Girone Unico di Serie B Abruzzo, semifinalista play-off. - 2019-2020 · 3ª nel Girone Unico di Serie B Lazio. - 2020-2021 · 1ª nel Girone A di Serie B Lazio, 2ª classificata poule promozione. - 2021-2022 · 1ª nel Girone A di Serie B Lazio, 3ª classificata poule promozione, semifinalista play-off. Acquisizione del titolo sportivo della Blue Lizard Basket Capri partecipa al campionato di Serie A2. - 2022-2023 · 14ª nel Girone Sud di Serie A2, retrocessa in Serie B. Acquisizione del titolo sportivo dell'Amatori Savona partecipa al campionato di Serie A2. - 2023-2024 · 3ª nel Girone B di Serie A2, semifinalista play-off. - 2024-2025 · 6ª nel Girone B di Serie A2, vincitrice play-off, promossa in Serie A1. |